# Dismodix annulata
Dismodix annulata är en stekelart som först beskrevs av Szepligeti 1916.  Dismodix annulata ingår i släktet Dismodix och familjen brokparasitsteklar. Inga underarter finns listade i Catalogue of Life.